# Brainstorming
 Der er for få eller ingen kildehenvisninger i denne artikel, hvilket er et problem. Du kan hjælpe ved at angive troværdige kilder til de påstande, som fremføres i artiklen.

Brainstorming er en kreativitetsteknik, der sigter på at skabe et kreativt miljø, hvori alle idéer om det behandlede emne eller foreliggende opgave kan fremsættes. Mødet forudsætter, at emnet eller opgaven er klart defineret, og der gælder typisk følgende regler:
1. Al kritik er forbudt
2. Alle ideer er velkomne
3. Mange ideer ønskes
4. Kombinationer af idéer bør tilstræbes.

Resultatet af brainstormingen kan være en komplet løsning på problemet, en liste af ideer til løsningsmåder, eller en liste af ideer der resulterer i en plan for at finde en løsning.
Brainstorming blev lanceret i en bog fra 1953 ved navn Applied Imagination af Alex F. Osborn, en reklamedirektør.